# Saleel Kulkarni
Saleel Kulkarni (6 de octubre en Pune, Maharashtra) es un cantante y compositor indio, que interpreta temas musicales para el cine marathi e hindi. Su carrera musical incluye en componer para películas, discos, espectáculos, obras de teatro, eventos, títulos de serie de televisión, iniciativas sociales y anuncios. Saleel ha escrito su libro titulado "Doncella" (लपवलेल्या काचा), basado en una columna quincenal en Marathi, extraído del diario de Loksatta. El libro recibió una recepción excepcional de los lectores en marathi y en todo el mundo. También ha sido anclando un programa semanal 'मधली सुट्टी', difundida por la red televisiva de "Zee Marathi Marathi". Saleel se ha asociado también con Sandip Khare, un reconocido poeta y popular en Pune, para trabajar en su obra titulada "Ayushyawar Bolu Kahi" (आयुष्यावर बोलू काही). Ha realizado una serie de shows seleccionados, junto al director de música y figura paterna de la industria musical Marathi, Hridaynath Mangeshkar para trabajar en un programa de televisión titulado "Maitra Jeevanche" (मैत्र जीवांचे).

## Obras

### Como cantante y director de música

#### Películas
- Ek Unad Divas (Marathi)
- Jana Gana Mana (Film)
- Jameen (Marathi)
- Champion (Marathi)
- Ata Kashyala Udyachi Baat (Marathi)[1]
- Dhaage Dore (Marathi)
- Chodo Kal Ki batein (Hindi)[2]
- Nishani Dava Angatha (Marathi)[3]
- Vitthal Vitthal (Marathi)
- Pangira (Marathi)
- Chintoo (Marathi)[4]

#### Discografía
| Álbum                    | Idioma  | Año  | Cantantes                                                            |
| ------------------------ | ------- | ---- | -------------------------------------------------------------------- |
| Ayushyawar Bolu Kahi     | Marathi | 2003 | Sandeep Khare Saleel Kulkarni                                        |
| Namanjoor                | Marathi | 2005 | Sandeep Khare Saleel Kulkarni                                        |
| Dibadi Dipang            | Marathi | 2007 | Sandeep Khare Saleel Kulkarni                                        |
| Sang Sakhya Re           | Marathi | 2006 | Sandeep Khare Saleel Kulkarni                                        |
| Sandhiprakashat          | Marathi | 2008 | Saleel Kulkarni                                                      |
| Hrudayamadhale Gaane     | Marathi | 2009 | Bela Shende                                                          |
| Damalelya Babachi Kahani | Marathi | 2010 | Sandeep Khare Saleel Kulkarni                                        |
| Kshan Moharate           | Marathi | 2008 | Hrishikesh Ranade, Prajakta Ranade                                   |
| Mazech Geet Mi Gate      | Marathi | 2007 | Suvarna Mategaonkar                                                  |
| Mazya Mana               | Marathi | 2000 | Bela Shende                                                          |
| Haribhajan               | Marathi | 2007 | Sanjeev Abhyankar                                                    |
| Aggobai Dhaggobai        | Marathi | 2007 | Sandeep Khare, Saleel Kulkarni, Anjali Kulkarni                      |
| Aggobai Dhaggobai 2      | Marathi | 2011 | Sandeep Khare, Saleel Kulkarni, Anjali Kulkarni, Shubhankar Kulkarni |

#### Programas de shows
- Ayushyawar Bolu Kahi (आयुष्यावर बोलू काही)
- Maitra Jeevanche (मैत्र जीवांचे)
- Nakshtranche Dene (नक्षत्रांचे देणे)
- Tarihi Vasant Fulato (तरीही वसंत फुलतो)
- Gaani Manatali (गाणी मनातली)
- Dipadi Dipang (डीपाडी डिपांग)ç